# 卜公體育會

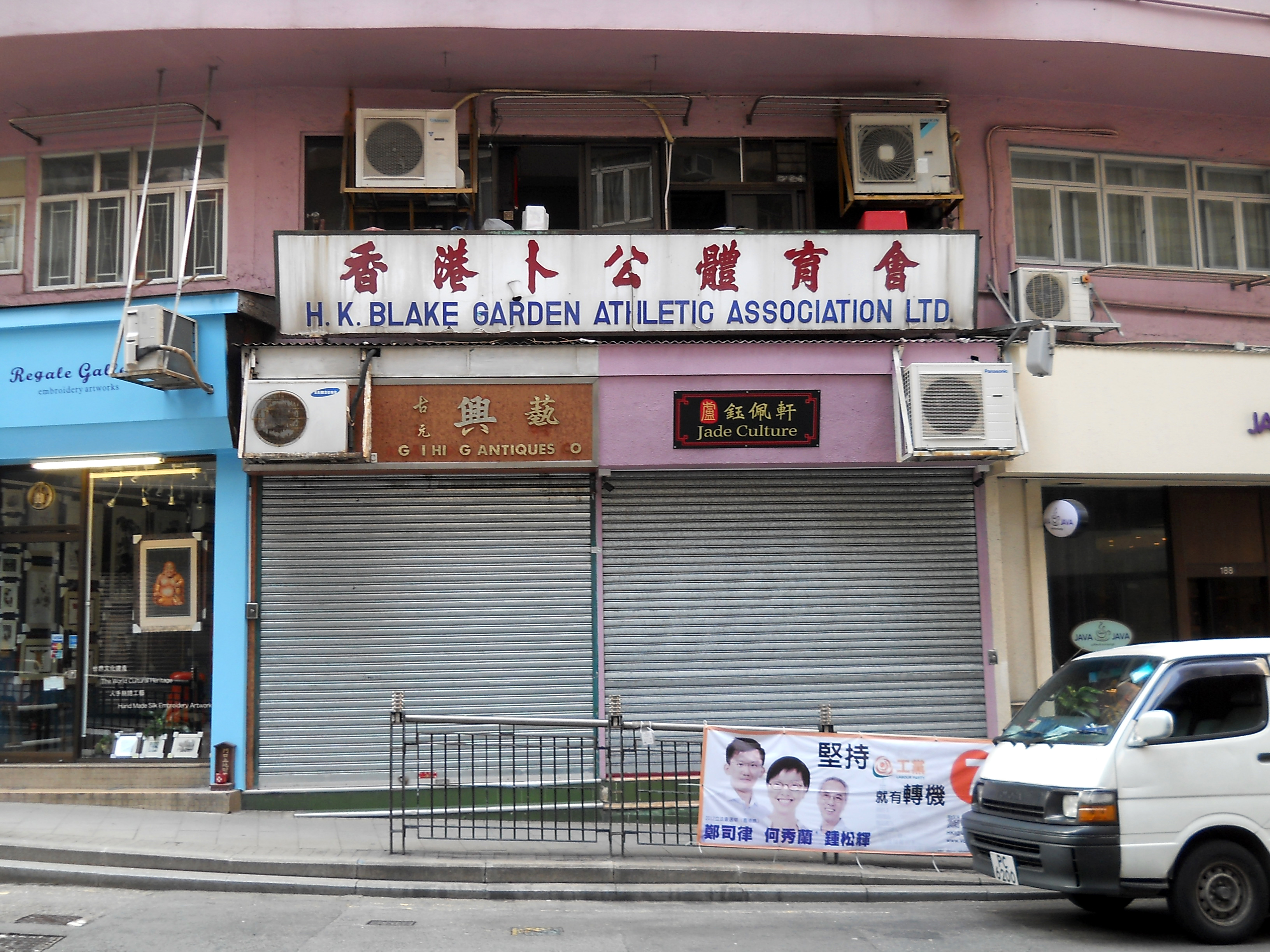
卜公會址

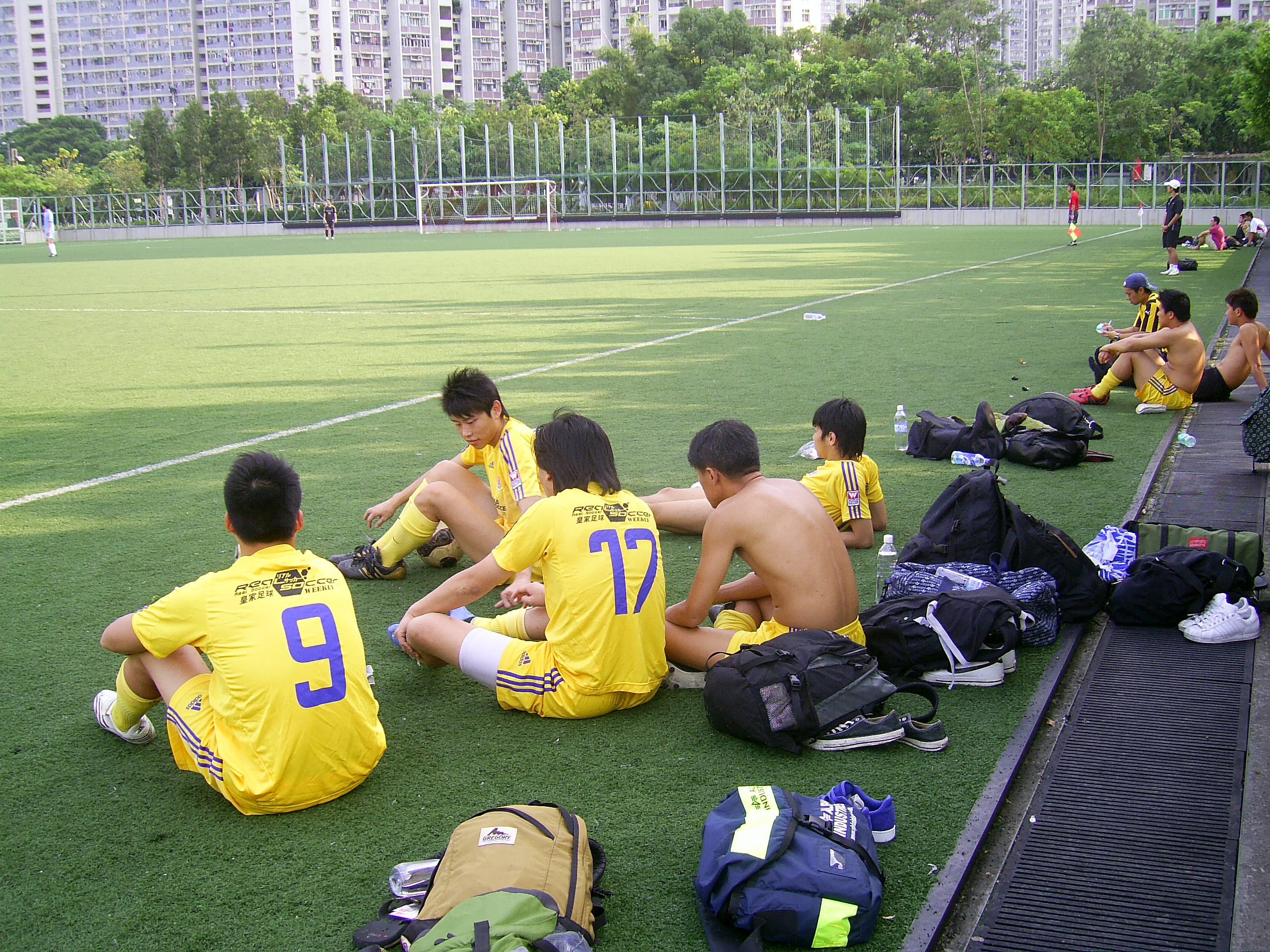
卜公後備球員

卜公體育會（HK Blake Garden A.A. Ltd，簡稱卜公），是香港一支帶有地區色彩的足球隊，由上環卜公花園一群熱愛足球的人士組成，曾培育出包括胡國雄與梁帥榮兩位香港足球代表隊隊長等球星。卜公曾經升上香港甲組足球聯賽角逐，現時已被淘汰出局。

## 球隊歷史
位於上環太平山街的卜公花園足球場，在戰後初期至1970年代，曾經是香港島小型足球的熱門場地，卜公花園一班熱愛足球的青年，組成卜公足球隊，至1971年正式註冊社團。1970年代，卜公於小球界稱霸，在小型球總會的七個比賽中贏了六個，於是便決定加入為香港足球總會會員。
卜公球場多年來孕育出無數球星，早期有莫振華、區彭年、鄺演英，1960年代有「卜公三寶」胡國雄、施建熙、崔永生，以及畢偉康、黎新祥等，1970年代亦有尹志強、梁帥榮、鄧錦添等，而後兩者更是卜公青年軍出身。
1975–76年，卜公以丙組球隊身份，殺入初級銀牌決賽，並於決賽憑左翼李劍虹射入十二碼，越級挑戰成功以 1–0 擊敗乙組強隊怡和，勇奪冠軍。
1976–77年，卜公獲得香港乙組足球聯賽亞軍，得以首次升上香港甲組足球聯賽作賽。
1977–78年，卜公在甲組的首個球季，便成功殺入足總盃決賽，可惜最終不敵精工，只能夠屈居亞軍。
1978年11月4日，在花墟球場上演的一場甲組聯賽卜公對元朗，兩隊球員比賽中途大打出手，最後要警察到場調停，卜公外援球員馬文拿更受傷需要送院治療。
1979年5月28日，甲組聯賽卜公於花墟球場對警察，在天雨下只得8名觀眾購票入場，創下香港甲組足球聯賽最低入場人數紀錄。
1978–79年，卜公在甲組聯賽名列包尾，在甲組只角逐了兩個球季，便要降回乙組作賽，自此未再回升甲組。

## 球隊近況
2008–09年球季，卜公在香港丙組(甲)足球聯賽 19 戰 8 勝 7 和 4 負得 31 分，以第 8 名完成賽季。
2010年3月11日晚上，卜公為出身於該會青年軍的已故亞洲第一中鋒尹志強，於灣仔修頓球場舉辦紀念賽，並頒贈紀念品予尹志強父親及女友米雪，並以鼓掌一分鐘來懷念尹志強。
香港足球總會於2012–13年，重組丙組聯賽，並復辦丁組聯賽。卜公在上一屆香港丙組(甲)聯賽名列第 17 名，故需降落丁組聯賽角逐
。卜公在復辦的首屆丁組聯賽成績欠佳，經過半季之後，在15隊中排名包尾，被淘汰出局。

## 球會榮譽
| 足總盃 亞軍     | 1 | 1977–78年            |
| 初級銀牌 冠軍   | 2 | 1975–76年、1985–86年 |
| 初級總督盃 冠軍 | 1 | 1988–89年            |

## 著名球員
- 梁帥榮、鄧錦添、李度、鄧沛強、陳少雄、鄧劍棟、單偉根、呂勝如、徐國安、黃耀信、馬文拿

## 外部連結
- 香港足球總會網頁球會資料 （页面存档备份，存于）